# Бэнто
Бэнто́ или бенто (яп. 弁当) — японский термин для однопорционной упакованной еды. Традиционно бэнто включает в себя рис, рыбу или мясо и один или несколько видов нарезанных сырых или маринованных овощей в одной коробке с крышкой. Коробки (яп. 弁当箱 бэнто:бако) могут быть различными по форме и способу изготовления — от простых, изготовленных методами массового производства, до контейнеров штучной работы, из редких пород дерева, лакированных, являющихся настоящими произведениями искусства.

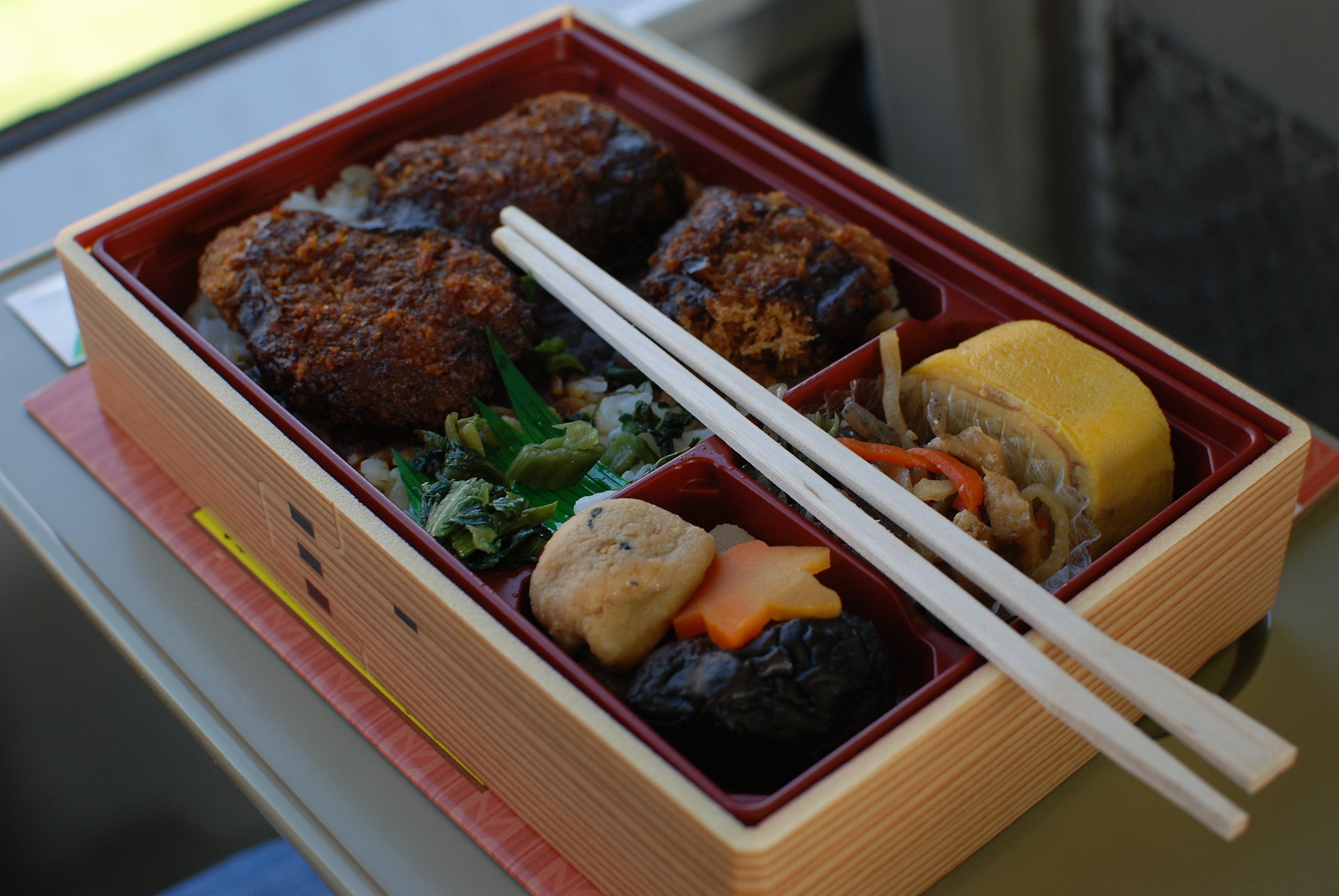
Бэнто

Бэнто широко распространены среди школьников как обед, который можно нести с собой. Несмотря на то, что готовые бэнто можно приобрести в магазинах у дома или в специальных магазинах  (яп. 弁当屋 бэнто:-я) в любом месте Японии, искусство подбора продуктов и изготовления бэнто является одним из важнейших умений для японцев.

## История
Происхождение концепции бэнто прослеживается в период Камакура (1185—1333 годы), когда широкое распространение получил сваренный и затем высушенный рис хоси-и (糒 или 干し飯, буквально «сушёная еда»). Хоси-и хранили в маленькой сумке, и его можно было есть сухим либо бросить в кипяток, получив таким образом сваренный рис. В период Адзути-Момояма были впервые изготовлены деревянные лакированные шкатулки, подобные современным, и бэнто стали есть на ханами или к чаю.

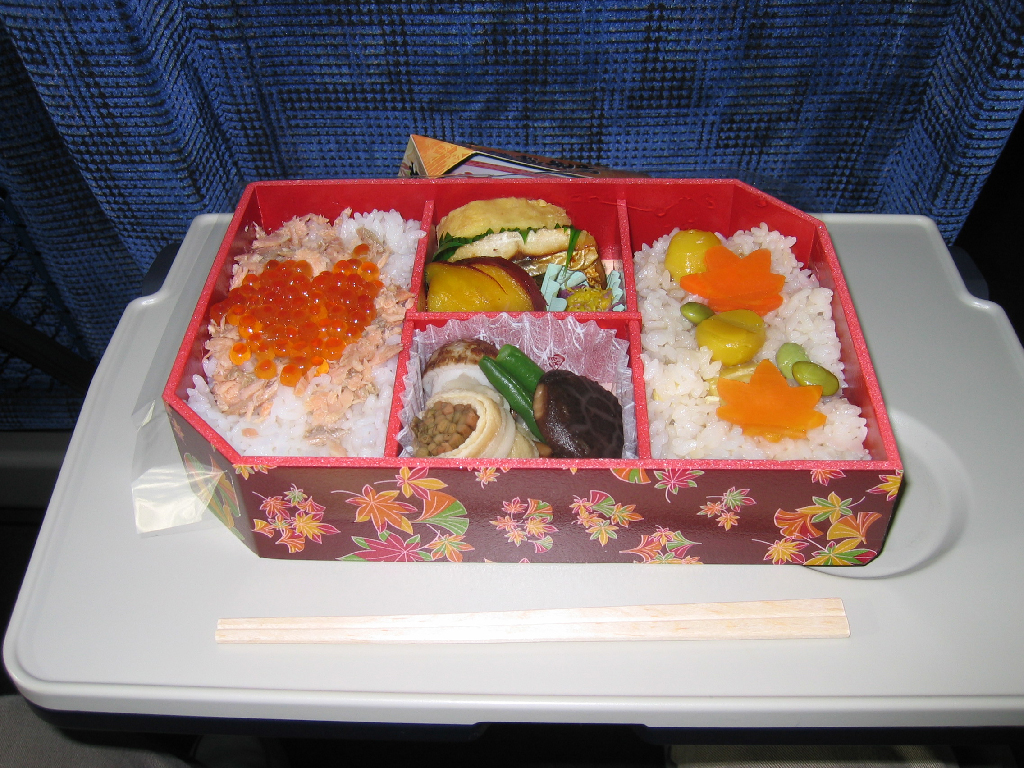
Обычный экибэн стоимостью в 1000 иен, приобретённый на Токийском вокзале

В более мирный и спокойный период Эдо культура приготовления бэнто стала более распространённой и отточенной. Путешественники и крестьяне могли нести несколько косибэнто (яп. 腰弁当), включающих в себя онигири, помещённые в коробку из бамбуковых листьев или стеблей. В этот период также появился один из наиболее популярных стилей бэнто, называемый макуно-ути бэнто (буквально «бэнто перерыва» или «бэнто антракта»). Люди, собиравшиеся идти на представления театров но и кабуки, брали с собой специальное бэнто, чтобы поесть между сценами (маку). Многочисленные поваренные книги описывали способы того, как приготовить бэнто, как его упаковать и как подготовиться к ханами и хинамацури.
В период Мэйдзи стали продаваться первые экибэнто или, короче, экибэн (駅弁当 или 駅弁, «привокзальные бэнто»). Есть несколько противоречивых свидетельств о том, где был продан первый экибэн, но основная версия гласит, что он был продан 16 июля 1885 года на железнодорожной станции Уцуномия и состоял из двух онигири, упакованных в коробку, обмотанную бамбуковыми листьями. Первые школы европейского типа в Японии не предоставляли ученикам услуг столовой, поэтому ученики и учителя, как и почти все служащие, носили с собой бэнто. В этот период стали продаваться и бэнто в европейском стиле, включающие в себя бутерброды и сэндвичи.
В период Тайсё особо роскошными считались алюминиевые коробки для бэнто — благодаря лёгкости мытья и внешнего сходства с серебром. Также началось постепенное вытеснение практики употребления бэнто в школах. Бэнто часто плохо отражалось как на физическом (такая диета была недостаточно сбалансированна), так и психологическом здоровье учеников, так как многие школьники сравнивали свои бэнто. После Второй мировой войны бэнто были, казалось, окончательно вытеснены из школьных столовых, где их заменили стандартные обеды для учителей и учеников.
Бэнто восстановило свои позиции в 1980-х годах благодаря распространению микроволновых печей и продуктовых минимаркетов. Кроме того, непрактичные металлические и деревянные коробки были заменены на дешёвые одноразовые контейнеры из полистирола. В 2003 году, чтобы привлечь людей на фоне кризиса индустрии авиаперевозок, аэропорты начали предлагать пассажирам бэнто (включающие в себя местные кулинарные особенности) как в здании аэровокзала, так и в полёте.

## В других странах
На Тайвань бэнто попали во время японского колониального правления и продолжают оставаться популярными там и сегодня. Тайваньские бэнто всегда включают белковую пищу. Также бэнто (под названием тосирак) продают в современной Корее. Они имеют небольшие отличия от японских.

## Способы приготовления бэнто
Традиционно бэнто изготавливается в соответствии с пропорциями 4:3:2:1. На 4 части риса берётся 3 части мяса или рыбы, 2 части овощей и 1 часть маринованного растения или пряности. Однако это лишь базовые рекомендации для приготовления бэнто.
Поскольку бэнто имеет небольшой срок хранения, очень важно при его приготовлении предотвратить возможность пищевого отравления, особенно летом. Пища должна быть хорошо обработана, а коробка с бэнто по возможности должна храниться в прохладном и сухом месте. Если частью бэнто является суши, оно должно быть приготовлено с бо́льшим, чем обычно, количеством васаби. Еда, приправленная соусами, должна быть аккуратно и герметично упакована, лучше поместить соус в коробку в отдельном контейнере. Варёный рис должен быть полностью охлаждён и подсушен перед помещением в коробку, иначе сконденсировавшийся в закрытой коробке пар сделает еду невкусной и неэстетичной.

## Виды бэнто

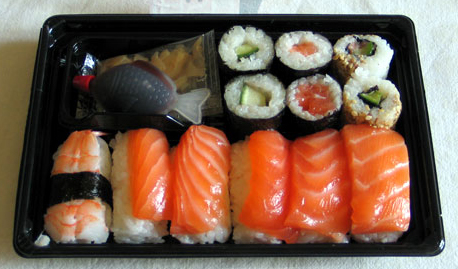
Сусидзумэ

- Тюка бэнто (яп. 中華弁当 тю:ка бэнто:) — для этого вида бэнто используют китайскую кухню.

- Камамэси бэнто (яп. 釜飯弁当 камамэси бэнто:) — продаётся на железнодорожных станциях в префектуре Нагано. Бэнто подогревают и упаковывают в глиняный горшочек. Глиняный горшочек оставляют в качестве сувенира.

- Макуно-ути бэнто (яп. 幕の内弁当 макуноути бэнто:) — классическое бэнто, состоящее из риса и любых других продуктов, например, маринованной умэ (сливы), куска жареной рыбы и яйца, сваренного вкрутую.

- Норибэн (яп. 海苔弁) — простейшее бэнто с рисом, покрытым нори.

- Сакэ бэнто (яп. 鮭弁当 сакэ бэнто:) — простое бэнто с рисом и лососем.

- Сидаси бэнто (яп. 仕出し弁当 сидаси бэнто:) — готовится в ресторанах и доставляется на обед по заказу. Обычно содержит традиционную японскую еду, например тэмпура, рис и маринованные овощи. Это бэнто часто едят в компании, например на вечеринках или похоронах. Сидаси бэнто с европейской едой также довольно популярно.

- Сусидзумэ (яп. 鮨詰め) — суши, упакованные в виде бэнто.

- Торибэн (яп. 鶏弁) — бэнто с куриным мясом.

- Дзюкубэн (яп. 塾弁) — обычно такое бэнто дети берут с собой в школу.

- Кярабэн (яп. キャラ弁) — бэнто, блюда которого стилизованы под людей или зверей.

### Другие виды

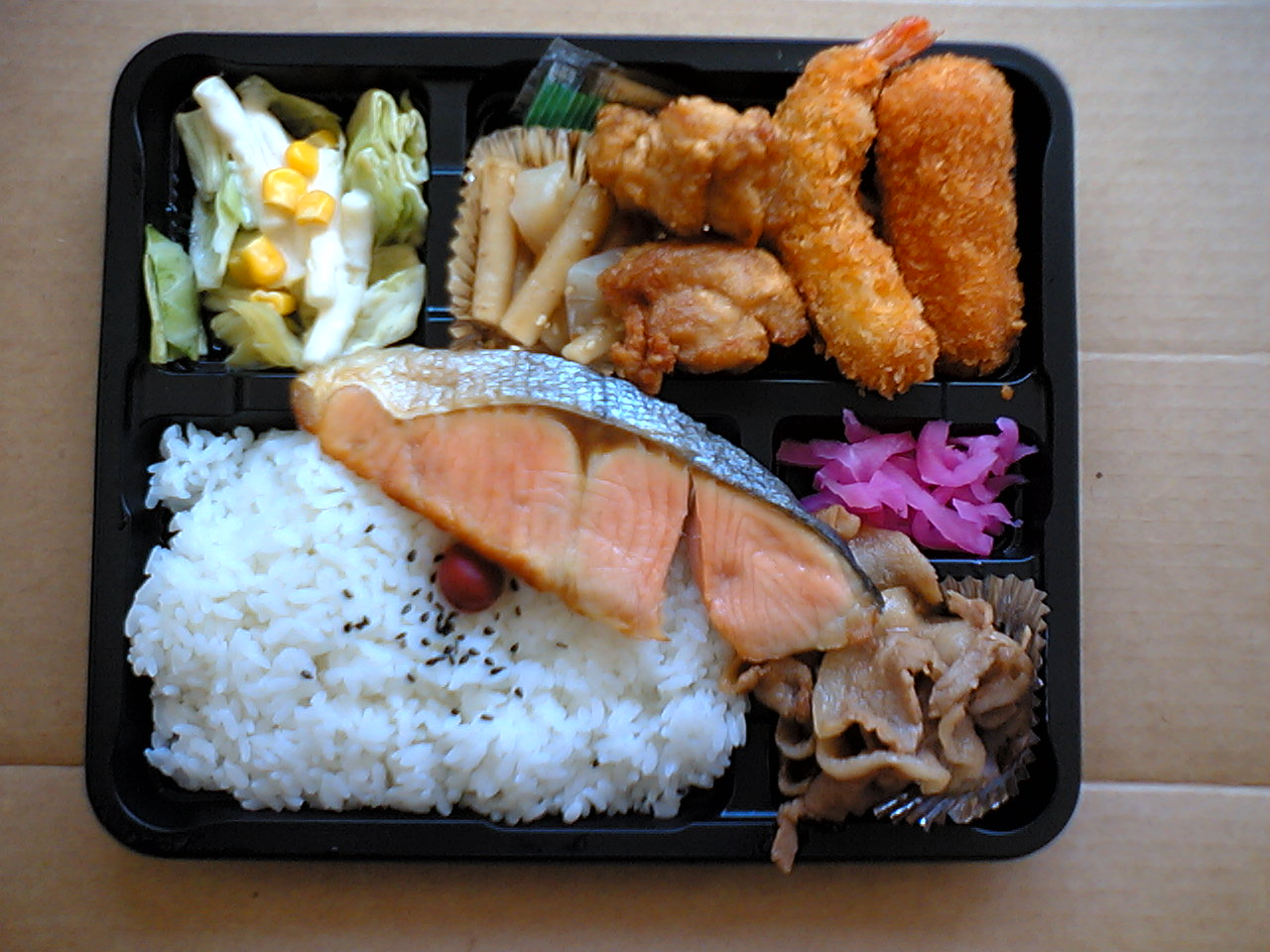

- Хаябэн (яп. 早弁) — буквально «быстрое бэнто», для дообеденного перекуса или полдника.

- Хокабэн (яп. ホカ弁) — так называется любой вид бэнто, доставляемый особым сервисом «Хока-Хока Тэй», который специализируется на доставке бэнто.

- Экибэн (яп. 駅弁) — бэнто, который подают на железнодорожных станциях.

- Рэйто микан (яп. 冷凍ミカン рэйто: микан) — замороженный мандарин, часто продаваемый на железнодорожных станциях вместе с экибэном. Это один из самых старых десертов, продаваемых на станциях.

- Хиномару бэнто (яп. 日の丸弁当 хиномару бэнто:) — бэнто, в котором на белый варёный рис кладётся маринованная слива — умэ[2]. Своё название оно получило от японского флага Хиномару, который символизирует этот вид бэнто. Хиномару появилось в ходе Второй мировой войны и должно было показать несгибаемый дух и патриотизм японцев. В реальности это скорее умозрительное блюдо: в то время рис был крайне дорог, а пищевая ценность такого блюда невелика, что делало его непрактичным[3][4].

## Интересные сведения
В версии Юникода 6.0.0 был введён символ бэнто (🍱, U+1F371 BENTO BOX из набора Miscellaneous Symbols And Pictographs).

## Галерея

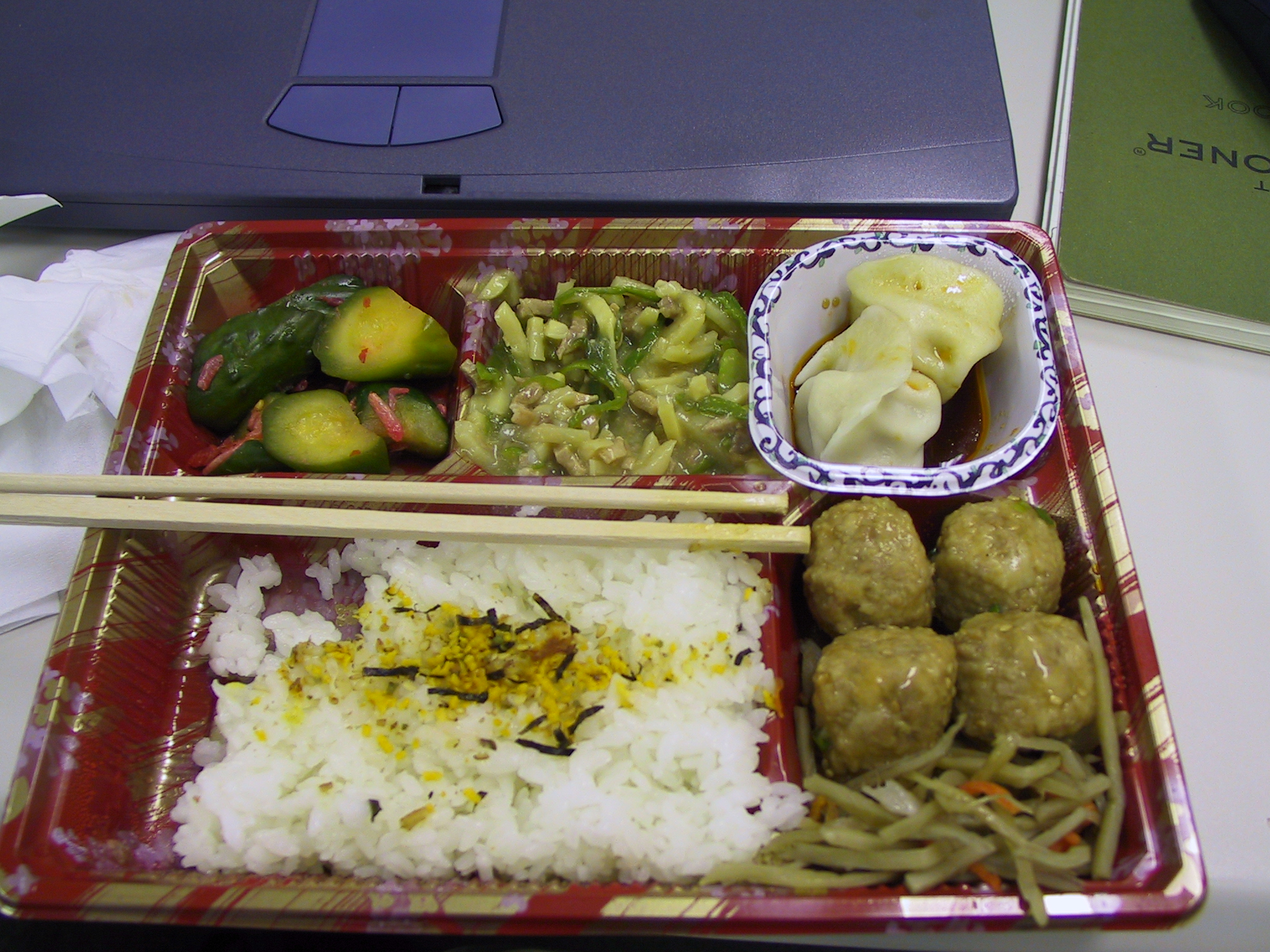
Бэнто за 500 иен
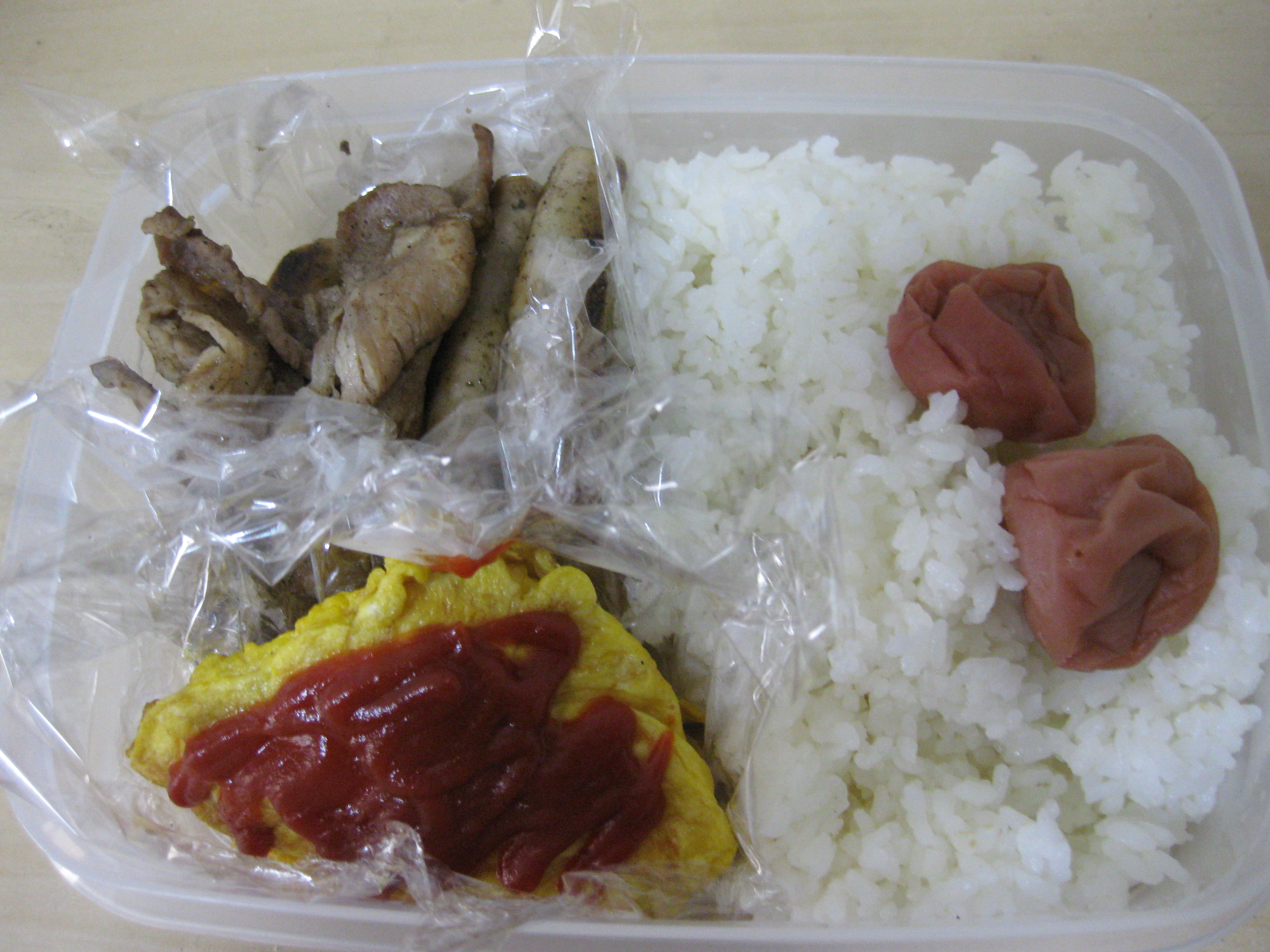
Умэбоси бэнто (бэнто с маринованной сливой)
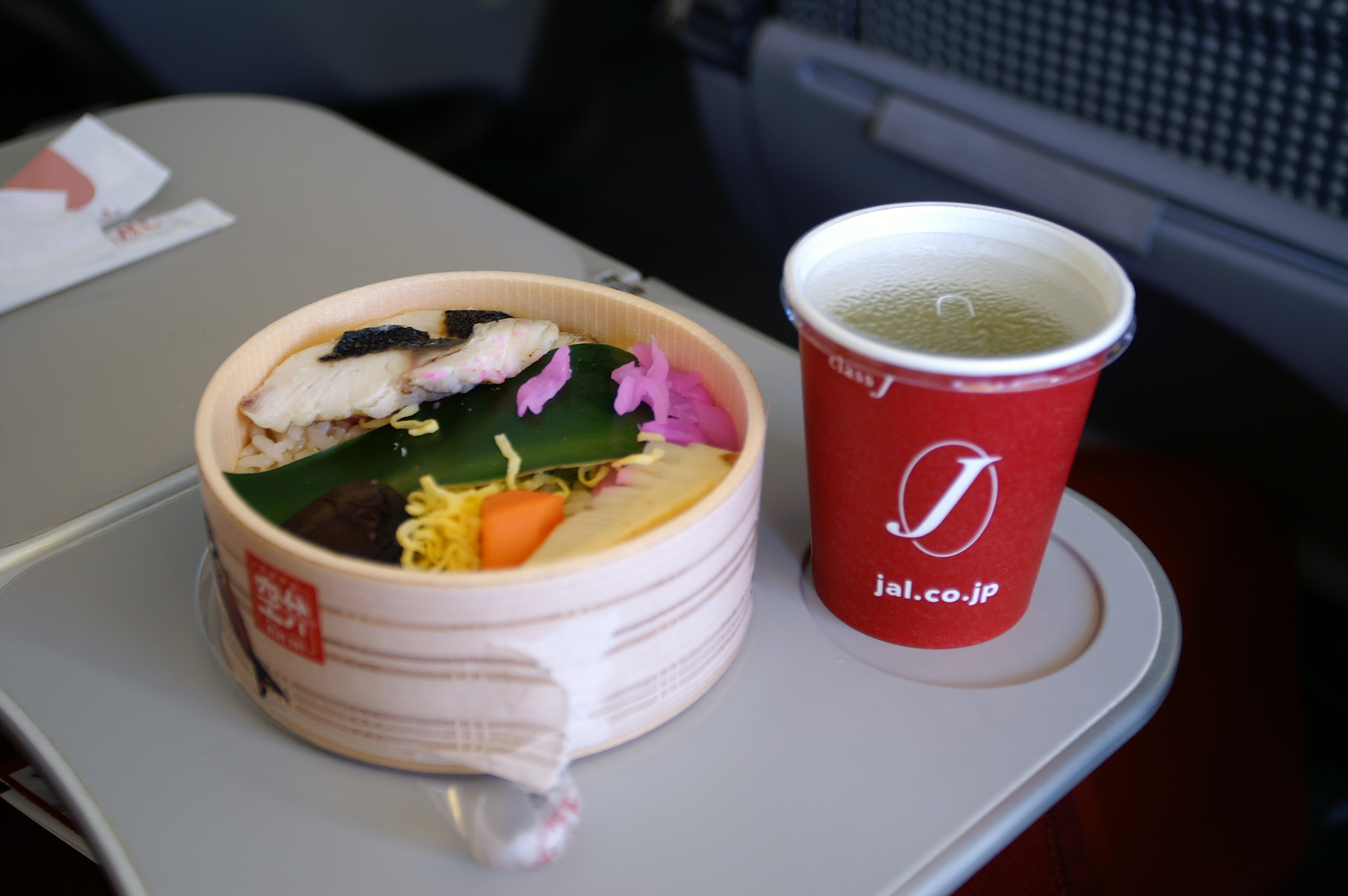
Сорабэн — бэнто из аэропорта
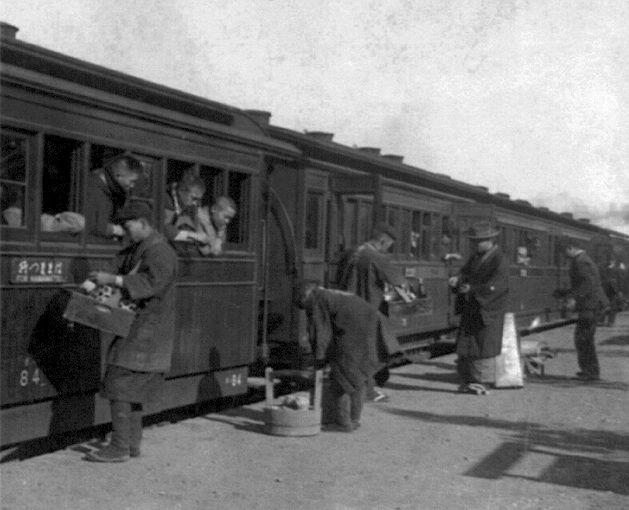
Разносчики бэнто на железнодорожной станции; ок. 1902 г.
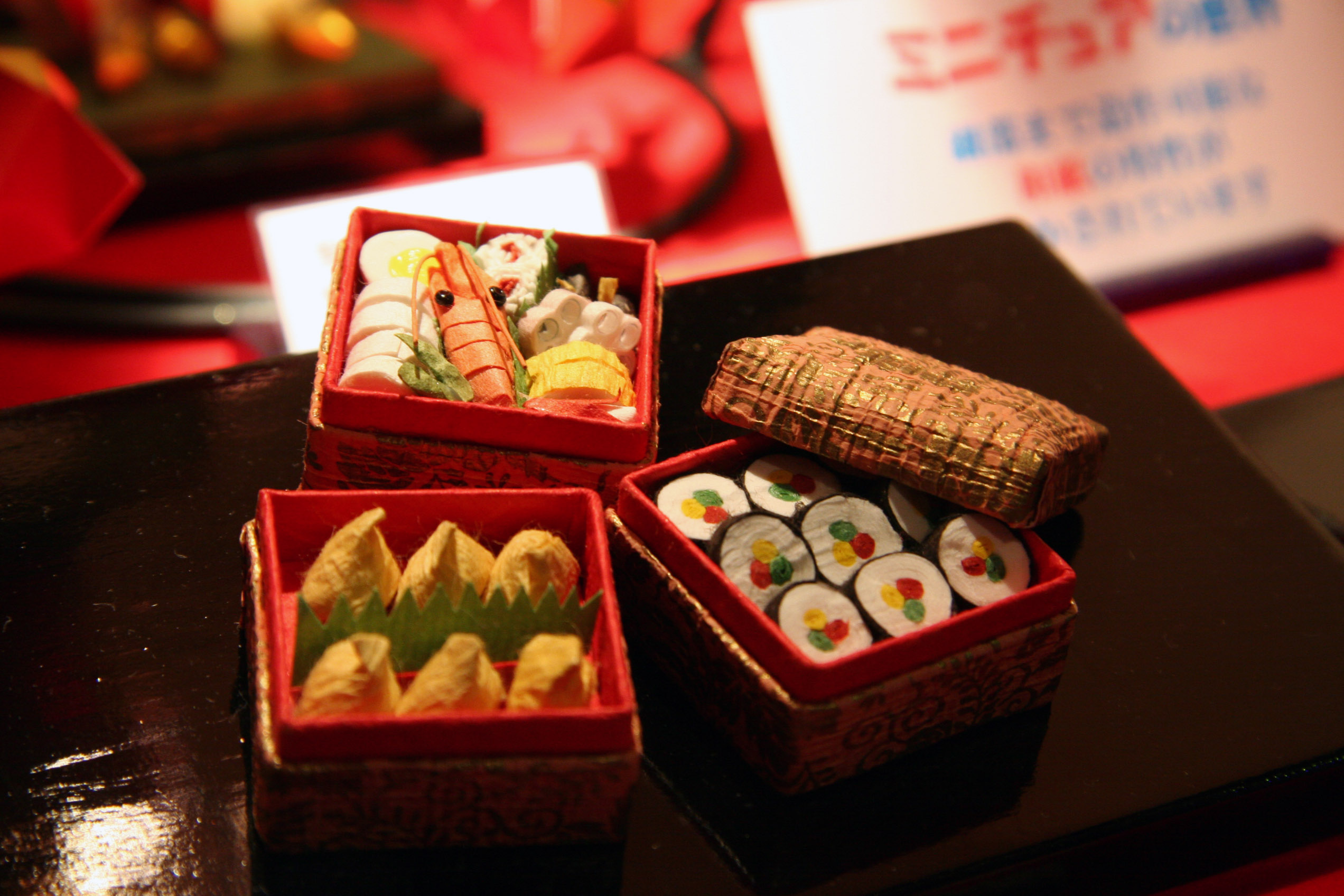
Оригами в виде бэнто
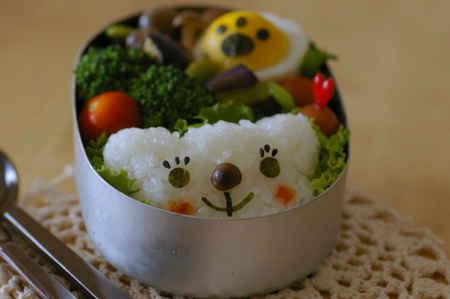
Кярабэн с полярным медведем
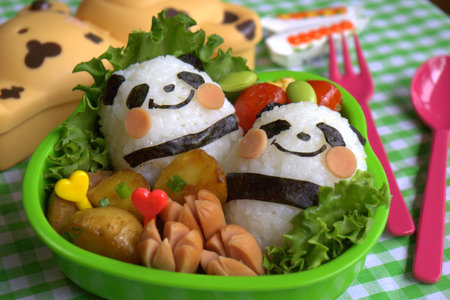
Кярабэн с пандами
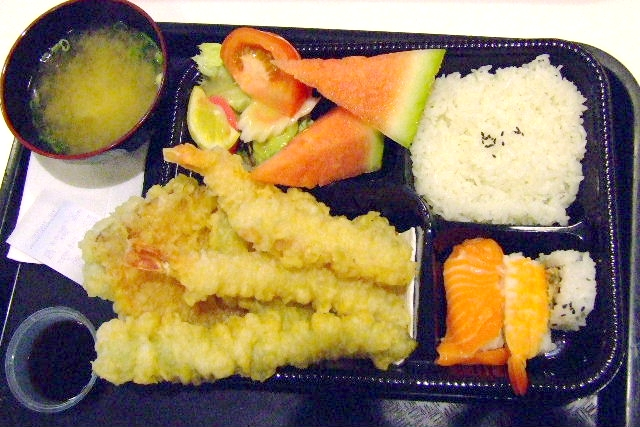
Тэмпура бэнто